# Roberto de Assis Moreira
Roberto de Assis Moreira, född 10 januari 1971 i Porto Alegre, mer känd som Roberto Assis eller bara Assis, är en brasiliansk före detta fotbollsspelare, mittfältare. Han är äldre bror och nuvarande agent och rådgivare till den brasilianska fotbollsstjärnan Ronaldinho.

## Karriär
Assis började sin karriär i klubben Grêmio FBPA där han spelade i fyra år för att sedan flytta till Schweiz och den större klubben FC Sion i Axpo Super League. Han utmärkte sig i nationella och internationella tävlingar och uppmärksammades bland annat av engelska Chelsea FC. 1995 flyttade han till Portugal och Sporting Lissabon men redan 1996 undertecknade han ett nytt kontrakt med brasilianska Fluminense som spelade i Campeonato Brasileiro.
Vid slutet på hans kontrakt återvände Assis till Schweiz för att försvara den klubb som kom att bli hans mest segerrika, FC Sion. Under denna andra passage vann Assis flera nationella titlar. Efter ett år lämnade Assisi klubben för att återvända till Portugal igen, nu till CF Estrela da Amadora. Assis stannade ett år, sedan gick han till japanska Consadole Sapporo.
Assisi återvände år 2000 till Brasilien, nu för att försvara SC Corinthians Paulista. Detta verkade vara hans sista klubb, men år 2001 accepterade Assis en ny, större utmananing och överfördes till Montpellier HSC i Frankrike. Assis fick sedan möjligheten att spela i samma seriesystem där hans yngre bror, Ronaldinho Gaúcho, spelade för Paris Saint-Germain FC.
Med sin bror alltmer i fokus inom fotbollen, beslutade sig Assisi, 31 år, att avsluta sin professionella karriär. Han tog på sig rollen som agent åt sin bror, en position han fortfarande innehar.

## Klubbar
- Grêmio FBPA (1987-1992)
- FC Sion (1992-1995)
- Sporting CP (1995-1996)
- CR Vasco da Gama (1996)
- Fluminense FC (1996
- FC Sion (1996-1997)
- Estrela da Amadora (1998)
- Consadole Sapporo (1998-1999)
- UAG Tecos (1999-2000)
- SC Corinthians (2000-2001)
- Montpellier HSC (2001-2002)

## Meriter

### Grêmio
- Campeonato Gaúcho: 1988, 1989 och 1990
- Copa do Brasil: 1989

### FC Sion
- Axpo Super League: 1996 och 1997
- Schweiziska Cupen: 1995, 1996 och 1997